# Стрелба от закрита позиция
Стрелба от закрита позиция – водене на артилерийски огън по цели, които не са в пряка видимост от огневата позиция. Напълно противоположно на нея е стрелбата с права наводка, когато мерача (наводчика) на оръдието вижда целта, разривите и лично извършва коректировката на огъня.

## История
Известно е, че стрелбата от закрити позиции се е използвала още през Кримската война 1853 – 1856 г., когато поради хълнистия релеф на местността и барутните газове е невъзможно прякото наблюдение на целите. Тогава това се извършва с прости гласови команди от наблюдателите към артилеристите – „по-наляво“, „недолет“ и т.н. Впоследствие развитието на този метод за стрелба се построява на активното привличане на математиката за усъвършенстването на методиките за наблюдение и разчети.
В хода на Руско-японската война 1904 – 1905 г. руските артилеристи за първи път използват стрелба от закрити позиции (с използване на ъгломер и панорами). Освен това, в хода на Руско-японската война този метод за водене на огъня активно се използва и от японците.
В началото на 20 век за защита на наблюдателите широко се използват бронепостовете.

## Особености
При стрелбата от закрити позиции следенето на резултатите от огъня се води или визуално от командно-наблюдателния пункт (КНП), или от летателен апарат, или с помощта на техническите средства за разузнаване (радиолокационните станции тип СНАР или АРСОМ, подразделенията за звуково разузнаване и т.н.). Координатите на откритите или неподвижни цели се определят предварително (фортификациите, населените пунктове, танкоопасните направления), а за новопоявилите се или мобилните се указват относително КНП спрямо полярната координатна система.
На рисунка 1 е приведена схематизирана топографска карта на местността, илюстрираща такава ситуация: целта Ц (условна минометна батарея на противника) е заградена от прякото наблюдение от огневата позиция от склон с височина 150,4 m и хвойнова гора, за това наблюдението се води от КНП на равнинния участък, откъдето добре се вижда целта. С помощта на артилерийска бусола и далекомер разузнавач-коректировшика на артилерийския огън определя разстоянието D1 = 1500 m и дирекционният ъгъл α ≈ 56 – 56.
По телефон, радио или сигнални флагчета тази информация се предава на изчислителното отделение, ако то не се намира непосредствено на КНП. Артилериста-изчислител, знаейки координатите на целта, КНП и ОП изчислява далечината D2 и доворота от основното направление на стрелбата β за своите оръдия (за примера на Рис. 1 D2 = 2700 m, β ≈ 3 – 40); от таблиците за стрелба отчита поправките на метеоусловията, износа на стволовете, температурата на боеприпасите и в резултат получава установките на прицела и взривателите (известната фраза на Яшка-артилериста „Трубка 15, прицел 120!“ от кинокомедията „Сватба в Малиновка“). Тази задача се решава чрез използването на ПУО. Изходните данни се съобщават на командирите на оръдията, те на свой ред пресмятат установките за своето оръдие и подават команда на мерачите (наводчици), пълначите (зареждачите), зарядните и снарядните за водене на огън.
Ако целта не е поразена с първия залп, то далекомерчика и наблюдателя от КНП съобщават, доколко разривите се отклоняват по фронта, дълдочина и, ако е необходимо, по височина. Например, недолет 200, надясно 50 (Рис. 2). Тази информация се съобщава на зичислителното отделение и то, използвайки прибора за управление на огъня (ПУО) или ЕИМ, съобщава откоректираните установки на расчетите на оръдията. В случай на пропуск се прави повторна коректировка; при попадение се започва стрелба на поражение.